# Tân Hải, Ninh Hải
Tân Hải là một xã thuộc huyện Ninh Hải, tỉnh Ninh Thuận, Việt Nam.

## Địa lý
Xã Tân Hải nằm ở phía bắc huyện Ninh Hải, có vị trí địa lý:
- Phía đông giáp xã Phương Hải
- Phía tây các xã Xuân Hải và Hộ Hải
- Phía nam giáp xã Hộ Hải
- Phía bắc giáp huyện Thuận Bắc.

Xã có diện tích 8,76 km², dân số năm 2019 là 7.455 người, mật độ dân số đạt 851 người/km².

## Lịch sử
Xã Tân Hải được thành lập vào ngày 13 tháng 3 năm 1979 trên cơ sở tách các thôn Bà Tháp, Gò Cạn, Gò Đền của xã Hộ Hải, thôn Mỹ Nhơn của xã Xuân Hải.
Ngày 7 tháng 7 năm 2005, Chính phủ ban hành Nghị định 84/2005/NĐ-CP. Theo đó:
- Thành lập xã Bắc Phong trên cơ sở 2.193 ha diện tích tự nhiên, 6.142 người của xã Tân Hải và chuyển xã này về huyện Thuận Bắc mới thành lập
- Điều chỉnh 361 ha diện tích tự nhiên và 3.969 người của xã Hộ Hải về xã Tân Hải quản lý.

Sau khi điều chỉnh địa giới hành chính, xã Tân Hải có 908 ha diện tích tự nhiên và 8.666 người.